# Netsky (músico)
Boris Daenen, mais conhecido como Netsky, é um produtor belga de música eletrônica, principalmente drum and bass.

## Discografia

### Álbuns
| Título | Detalhes                                                                                                 | Posições nas paradas | Posições nas paradas | Posições nas paradas |
| Título | Detalhes                                                                                                 | BEL (VL)             | NZ                   | UK                   |
| ------ | --- | -------------------- | -------------------- | -------------------- |
| Netsky | - Lançamento: 30 de maio de 2010 - Gravadora: Hospital Records (NHS167) - Formato: 12" LP, CD, download  | 24                   | —                    | —                    |
| 2      | - Lançamento: 25 de junho de 2012 - Gravadora: Hospital Records (NHS213) - Formato: 12" LP, CD, download | 1                    | 13                   | 29                   |